# Черняев, Василий Матвеевич
Васи́лий Матве́евич Черня́ев (22 марта [2 апреля] 1794, слобода Калитва Землянского уезда, Воронежское наместничество — 22 февраля [6 марта] 1871, Харьков) — русский ботаник, исследователь флоры Украины, профессор Харьковского университета.

## Биография
Происходил из духовного звания; учился в Воронежской духовной семинарии, по окончании которой в 1812 году уехал в Москву, надеясь поступить на медицинский факультет Московского университета.
Отечественная война 1812 года вынудила его покинуть Москву и пешком добираться до Харькова.
В 1813 году при содействии некоторых профессоров он был зачислен на первый курс медицинского факультета Харьковского университета в качестве «казённозаштатного», то есть учившегося за казённый счёт студента.
В 1817 году В. М. Черняев окончил Харьковский университет со званием кандидата медицины. Талантливость молодого натуралиста, его любовь к естественным наукам обратили на себя внимание преподавателей. В 1816 году, ещё будучи студентом, В. М. Черняев был назначен смотрителем зоологического кабинета университета, основанного Ф. А. Делявинем, по предложению которого и был оставлен при университете для подготовки к профессорскому званию.
В сентябре 1819 года Черняеву было поручено преподавание курса «Обозрение трёх царств природы» студентам всех факультетов.
В 1820 году он был утверждён в звании лекаря. В 1820—1821 годах работал прозектором при кафедре нормальной анатомии медицинского факультета Харьковского университета.
Весной 1821 года он направился в ботаническую экспедицию по средней и южной России для изучения флоры и сбора гербария, а осенью уехал в научную командировку за границу. Во время поездки по России он познакомился со знаменитым ботаником бароном Ф. К. Биберштейном, проводил совместно с ним ботанические экскурсии, участвовал в составлении III тома таврическо-кавказской флоры. За границей Черняев пробыл свыше трёх лет (1821—1825). Более года он провёл в Богемии и Австрии, изучая гербарии профессоров Вильденова и Жакена. Затем он поехал в Париж, где слушал лекции виднейших естествоиспытателей — Жюссьё, Кювье, Дюмериля, Жоффруа Сент-Илера, Ламарка. Попытался приобрести продаваемый Персоном гербарий, на что не получил из Харькова необходимых средств. Много времени посвящал изучению богатой коллекции растений Ботанического королевского сада Парижа (фр. Jardin des plantes). В 1824 году он прослушал ряд лекционных курсов по ботанике и зоологии в Берлинском университете.
Однако более всего он изучал флору западноевропейских стран, собирая растения для гербария во время многочисленных путешествий на южном побережье Франции, средиземноморских островах, Альпах, на Пиренейском полуострове, в Швейцарии и Италии.
Обширные собранные им гербарии и закупленные во Франции зоологические коллекции В. М. Черняев отсылал в Харьковский университет. Гербарий, отправленный В. М. Черняевым в Харьковский университет, состоял из пяти тысяч экземпляров растений. Среди зоологических коллекций были колибри, разные бразильские птицы, обезьяны, тихоход, насекомые, моллюски и др.
В. М. Черняев вернулся в Россию в начале 1825 года и несколько месяцев работал в Петербургском ботаническом саду, изучая гербарии Триниуса, Н. С. Турчанинова и другие сборы.
В Харьковском университете к педагогической работе он приступил 16 октября 1825 года; в феврале 1826 года Министерство народного просвещения утвердило его адъюнктом естественной истории и ботаники; 2 марта 1829 года он был утверждён ординарным профессором ботаники. 
На протяжении своей многолетней службы в университете он неоднократно избирался деканом физико-математического факультета (1837−1839, 1841—1845, 1855). Педагогическая деятельность В. М. Черняева в Харьковском университете продолжалась 40 лет, вплоть до 1859 года.
В. М. Черняев читал в университете ряд лет, кроме ботанических курсов, также и зоологию. Почти тридцать лет он был единственным преподавателем ботаники в университете; только в последние десять лет своей педагогической деятельности он получил помощников, разделивших с ним чтение ботанических курсов.
Более 30 лет В. М. Черняев заведовал ботаническим садом Харьковского университета; в устройство сада он вложил много сил и труда, мечтал об организации его по образцу лучших иностранных ботанических садов, которые посещал во время своей заграничной командировки, но скудность отпускаемых средств не позволила осуществить его проекты.
Ботанические лекции В. М. Черняева были интересными и содержательными. Его ученики в своих воспоминаниях писали, что профессор Черняев преподавал ботанику, непременно используя живые растения. Ранней весной начинались экскурсии в природу, где систематика изучалась на живых растениях. При изучении анатомии растений использовались микроскопы. Черняев обладал редкой способностью объяснять доступно и просто сложные научные вопросы. Студенты любили лекции по ботанике и ещё больше самого профессора за простоту, общительность, за живой весёлый характер.
В. М. Черняев был неутомимым путешественником — исследователем флоры Украины. Летом, во время каникул, один и со студентами на протяжении десятилетий он изучал флору Украины, собирая гербарий. А зимой проводил кропотливую, трудоёмкую работу по систематизации собранных растений. Длительные флористические экспедиции В. М. Черняев продолжал и после увольнения из университета в 1859 году, пока позволяло здоровье.

## Научная деятельность
Обширные многолетние сборы растений В. М. Черняева составили гербарий Харьковского университета, состоявший из трёх отделов: 1) растения Европы, Азии и других зарубежных стран; 2) растений Европейской и Азиатской России; 3) растений Украины и прилегающих к ней местностей.
Главная заслуга В. М. Черняева перед отечественной ботаникой заключается в публикации его «Конспекта растений дикорастущих и разводимых в окрестностях Харькова и в Украйне» (1859). Это была первая сводка по флоре Украины, включавшая 1 769 видов растений: 1 657 дикорастущих и 112 культурных, из которых 17 видов растений были новыми, впервые открытыми В. М. Черняевым.
Несмотря на краткость описаний и отсутствие указаний о местонахождениях, конспект флоры Черняева используется специалистами до настоящего времени; долгое время это была единственная работа по флоре Украины, представлявшая немалый вклад в познание этой флоры.
Кроме высших растений, В. М. Черняев всю жизнь изучал грибы. Будучи в научных командировках за границей, он изучал грибы западноевропейских стран. Первые работы по флоре украинских грибов, и в частности миксомицетов, принадлежит В. М. Черняеву.
Из материалов Ленинградского исторического архива видно, что В. М. Черняев открыл новые виды грибов в составе украинской флоры и стремился проверить правильность своих определений со специалистами — микологами. В Петербурге он советовался с академиком Г. П. Бонгардом, но тот не мог ему помочь, так как в знании микрофлоры далеко уступал В. М. Черняеву.
В 1839 году В. М. Черняеву была разрешена научная командировка в Швецию к известному микологу Элиасу Фризу, ученику Линнея, работавшему в Уппсальском университете. Черняев привёз Фризу открытые им на Украине новые формы дождевиков (Lycoperdaceae), и высказал свои предположения в связи с этим об установлении новых родов в этом семействе, что было одобрено Фризом.
Из микологических работ В. М. Черняева наиболее интересна и важна статья «Новые тайнобрачные Украины и несколько слов о флоре этой страны» (1845). Здесь были описаны новые роды и виды грибов, найденные им на Украине; среди грибов описывались и паразитические формы. В указанной статье описанию грибов предпослано вступление о характере флоры Украины. В этой флоре Черняев видел сочетание северных, среднерусских и восточных форм растений.
Видный русский ботаник В. И. Талиев, долгое время работавший в Харьковском университете, устанавливает за В. М. Черняевым приоритет в открытии на Украине кустарника-реликта — Волчеягодника Софии (Daphne sophia).
Всю жизнь В. М. Черняев вёл обширную научно-общественную работу. Он состоял членом многих научных обществ: Российского общества любителей садоводства, Шведского общества садоводства, Вольного экономического общества, Московского общества испытателей природы, Московского общества сельского хозяйства и ряда других.
В своих многочисленных ботанических экскурсиях, которые были постоянной потребностью его энергической натуры, Василий Матвеевич собрал огромный гербарий, который оставил Харьковскому университету. Гербарий этот представляет важный материал для изучения флоры России и особенно важен он в том отношении, что для каждого растения находится множество замечаний, которыми нередко пользовались ученики его для своих диссертаций.

## Научные труды
- «О пользе отечественных злаков». Речь, произнесённая в торжественном собрании Харьковского университета 30 августа 1828 г. — Харьков, 1828.
- «О лесах Украины». Речь, произнесённая в торжественном собрании Харьковского университета 1 сентября 1857 г. — М., 1858. — 54 с.
- «Конспект растений дикорастущих и разводимых в окрестностях Харькова и в Украйне». — Харьков, 1859. — 90 с.

## Семья
Сыновья:
- Николай (1832—1868) — директор и основатель Сельскохозяйственного музея в Санкт-Петербурге.
- Валериан (1844—1892) — учёный агроном, специалист по сельскохозяйственным машинам, инспектор сельского хозяйства при Министерстве государственных имуществ и член его учёного комитета, действительный статский советник. Имел два высших образования: естественное отделение Харьковского университета и Петровская земледельческая академия. Читал публичные лекции в Сельскохозяйственном музее и на разных сельскохозяйственных выставках. В течение 24 лет был сотрудником «Земледельческой газеты», в которой поместил около 500 статей; там же печатались его ответы на присылаемые в редакцию вопросы аграриев.